# Jabal Acdar (província)
Jabal ou Gebel Acdar (em árabe: الجبل الأخضر; romaniz.: Al Jabal al Akhdar) foi uma província da Líbia. Criada em 1963, seu território correspondia ao de Fati e Jabal Acdar; pelo censo daquele ano, havia 131 940 residentes.  Em 1969, seu nome foi alterado para Beida, porém seu território permaneceu inalterado. Em 1973, havia 132 366 residentes. Em 1983, foi abolida e seu território transformou-se no distrito de Beida.